# Bongola Lokundje N'Yong
Pour les articles homonymes, voir Bongola.
 (août 2020).
Si vous disposez d'ouvrages ou d'articles de référence ou si vous connaissez des sites web de qualité traitant du thème abordé ici, merci de compléter l'article en donnant les références utiles à sa vérifiabilité et en les liant à la section « Notes et références ».
Bongola Lokundje N'Yong est une entreprise coloniale au Cameroun français dont les noms sont tirés des cours d'eau Bongola, Lokundje et N'Yong au sud du Cameroun.

## Histoire

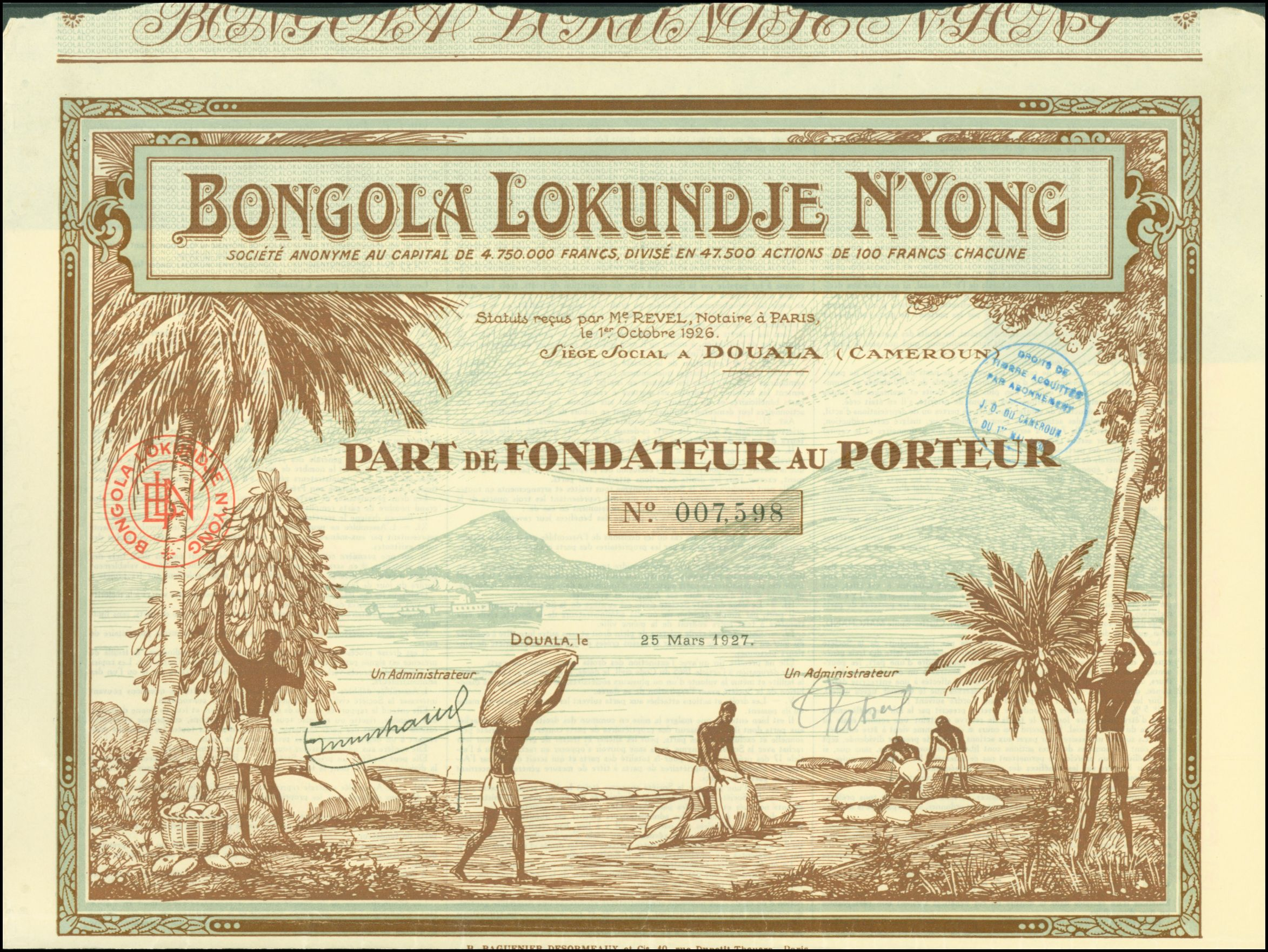
Part de Fondateur de la Bongola Lokundje N'Yong en date du 25 Mars 1927

La Compagnie Humarau, créée en 1898 à Bordeaux, spécialisée à l’origine dans l’importation de brai de houille et de créosote anglais, puis le négoce d’hydrocarbures, est à l'origine de Bongola Lokundje N'Yong, dont les noms sont tirés des cours d'eau Bongola, Lokundje et N'Yong. 
En 1986, Bouygues rachète l’affaire en difficulté et fusionne en 2002 ses diverses composantes sous la bannière Colas.
Simultanément à la constitution de la Bongola-Lokundji-Nyong en septembre 1926, Humarau procède à celle d’une autre société locale, les Caoutchoucs et cacaos du Cameroun.

## Activités
Un rapport de 1921 signale que « la Société Humarau a envoyé deux petits vapeurs qui restent attachés au port de Douala pour y amener le fret de Kribi et Campo et des colonies voisines».